# Caloptilia betulicola
Caloptilia betulicola là một loài bướm đêm thuộc họ Gracillariidae. Nó được tìm thấy ở Scandinavia và phía bắc của European Nga to Pyrenees và Alps và from Ireland to Ba Lan và Slovakia.
Sải cánh dài 14–16 mm. Có hai lứa trưởng thành một năm, con trưởng thành bay in tháng 6 và tháng 7 và một lần nữa vào tháng 9 và tháng 10.
Ấu trùng ăn Betula pendula và Betula pubecens. Chúng ăn lá nơi chúng làm tổ. The mine starts with an unconspicuous epidermal corridor. Later, a blotch is formed, that quickly develops into a tentiform mine. Generally, the mine is lower-surface, but upper-surface mines are not rare. The frass is deposited in a mass of grains in a corner of the mine. After leaving the mine, the larva moves twice. First it lives in a rolled or folded leaf margin và later in a leaf that is rolled downwards, starting from the leaf tip. Pupation takes place in a white, shining, parchment-like cocoon, that is attached to the leaf margin with silk.